# Drapelul Sierrei Leone
Drapelul Sierrei Leone este drapelul oficial al statului Sierra Leone adoptat la 27 aprilie 1961. Este un steag cu trei benzi orizontale: verde, alb și albastru. Verdele reprezintă agricultura, munții și resursele naturale; albastrul reprezintă speranța de pace pe care Freetown intenționează să o aducă restului lumii; iar albul amintește de unitate și dreptate.
Datorită culorilor sale, seamănă foarte mult cu steagul provinciei Galapagos, care coincide cu arhipelagul omonim aparținând Ecuadorului. Doar nuanțele de verde și albastru diferă, cele ale steagului din Sierra Leone fiind mai deschise.

## Alte drapele

Stindardul președinților din Sierra Leone
Stindardul ambasadorilor din Sierra Leone
Utilizare:  Pavilionul forțelor armate navale din Sierra Leone